# Antonin Magne
Antonin Magne (15. februar 1904 i Ytrac – 8. september 1983 i Arcachon) var en fransk cykelrytter som vandt Tour de France to gange, i 1931 og 1934.